# イニャキ・グルチャガ
イニャキ・グルチャガ（Iñaki Gurruchaga、1995年10月13日 - ）は、スーペル・ラグビー・アメリカス、セルクナムに所属するラグビーユニオン選手。

## プロフィール
- チリ出身[1]。
- ポジションはプロップ(PR)。
- 身長 185cm、体重 116kg
- U20チリ代表に選ばれたことがある[2]。
- チリ代表キャップは19（2024年12月現在）でラグビーワールドカップ2023のチリ代表に選ばれた[3]。

## 略歴
2020年、セルクナムに加入。